# 555128 Birstonas
555128 Birstonas este o planetă minoră (asteroid) din centura de asteroizi. A fost descoperită pe 12 septembrie 2013 la Baldone⁠(d) de  și a fost numită după Birštonas. 
Obiectul prezintă o orbită caracterizată de o semiaxă mare de 2,7814034253957 UAi, o excentricitate de 0,23444364388545, o înclinație de 9,1715433374795 ° în raport cu ecliptica.